# Germán Pérez
Germán Pérez är en spansk skådespelare. I Sverige är han mest känd för rollen som José Rodriguez i Lasse Åbergs film Sällskapsresan.